# Carlos Henrique de Oliveira
Carlos Henrique de Oliveira (*Matão, São Paulo, Brasil, 18 de enero de 1986), futbolista brasileño. Juega de defensa y su primer equipo fue São Paulo FC.
- Datos: Q5042171